# イギリスフィギュアスケート選手権
イギリスフィギュアスケート選手権（英語: British Ice Figure and Dance Championships）は、イギリスのフィギュアスケート全国選手権。

## 概要
イギリスのフィギュアスケート選手権は、シニア、ジュニア、ノービスクラスの男女シングル、ペア、アイスダンスの4種目で行われ、およそ11月末から年明けの1月までに開催されている。近年はシンクロナイズドスケーティングの国内選手権も同時開催されている。

## 歴代メダリスト

### 男子シングル
| 年        | 開催地             | 金                           | 銀                           | 銅                               |
| --------- | ------------------ | ---------------------------- | ---------------------------- | -------------------------------- |
| 1972      |                    | ジョン・カリー               |                              | ロビン・カズンズ                 |
| 1973      |                    | ジョン・カリー               | ロビン・カズンズ             |                                  |
| 1974      |                    | ジョン・カリー               | ロビン・カズンズ             |                                  |
| 1975      |                    | ジョン・カリー               | ロビン・カズンズ             |                                  |
| 1976      |                    | ロビン・カズンズ             |                              |                                  |
| 1977      |                    | ロビン・カズンズ             |                              |                                  |
| 1978      |                    | ロビン・カズンズ             |                              |                                  |
| 1979      |                    | ロビン・カズンズ             |                              |                                  |
| 1988      |                    | クリスチャン・ニューベリー   |                              |                                  |
| 1989      |                    | スティーブン・カズンズ       | クリスチャン・ニューベリー   |                                  |
| 1990      |                    | スティーブン・カズンズ       |                              |                                  |
| 1991      |                    | スティーブン・カズンズ       |                              |                                  |
| 1992      |                    | スティーブン・カズンズ       |                              |                                  |
| 1993      | ベイジングストーク | スティーブン・カズンズ       |                              |                                  |
| 1994      |                    | スティーブン・カズンズ       |                              |                                  |
| 1995      |                    | スティーブン・カズンズ       | クライヴ・ショーテン         |                                  |
| 1996      |                    | ニール・ウィルソン           | スティーブン・カズンズ       | クライヴ・ショーテン             |
| 1997/1998 | ハル               | スティーブン・カズンズ       | ニール・ウィルソン           | クライヴ・ショーテン             |
| 1998/1999 | ミルトンキーンズ   | クライヴ・ショーテン         | マシュー・デイヴィス         | Stuart Bell                      |
| 1999/2000 | ベルファスト       | ニール・ウィルソン           | アラン・ストリート           | マシュー・デイヴィス             |
| 2000/2001 | エア               | アラン・ストリート           | ニール・ウィルソン           | ジェームス・ブラック             |
| 2001/2002 | ベイジングストーク | マシュー・デイヴィス         | ジェームス・ブラック         | David Hartley                    |
| 2002/2003 | ダムフリース       | ニール・ウィルソン           | ジェームス・ブラック         | マシュー・ウィルキンソン         |
| 2003/2004 | シェフィールド     | マシュー・デイヴィス         | ニール・ウィルソン           | Stuart Bell                      |
| 2004/2005 | ノッティンガム     | ジョン・ヘイマー             | ジェームス・ブラック         | David Hartley                    |
| 2005/2006 | シェフィールド     | ジョン・ヘイマー             | トーマス・ポールソン         | David Hartley                    |
| 2006/2007 | ノッティンガム     | ジョン・ヘイマー             | トーマス・ポールソン         | デイヴィット・リチャードソン     |
| 2007/2008 | シェフィールド     | エリオット・ヒルトン         | トーマス・ポールソン         | トリスタン・カズンズ             |
| 2008/2009 | ノッティンガム     | マシュー・パー               | デイヴィット・リチャードソン | Robert MURRAY                    |
| 2009/2010 | シェフィールド     | マシュー・パー               | トーマス・ポールソン         | デイヴィット・リチャードソン     |
| 2010/2011 | シェフィールド     | デイヴィット・リチャードソン | マシュー・パー               | フィリップ・ハリス               |
| 2011/2012 | シェフィールド     | ジェイソン・トンプソン       | ルーク・チルコット           | フィリップ・ハリス               |
| 2012/2013 | シェフィールド     | マシュー・パー               | ハリー・マティック           | デイヴィット・リチャードソン     |
| 2013/2014 | シェフィールド     | マシュー・パー               | ルイス・ギブソン             | デイヴィット・リチャードソン     |
| 2014/2015 | シェフィールド     | フィリップ・ハリス           | ペーター・ジェームス・ハラム | ハリー・マティック               |
| 2015/2016 | シェフィールド     | フィリップ・ハリス           | ペーター・ジェームス・ハラム | ジェイミー・ライト               |
| 2016/2017 | シェフィールド     | グラハム・ニューベリー       | ペーター・ジェームス・ハラム | フィリップ・ハリス               |
| 2017/2018 | シェフィールド     | フィリップ・ハリス           | ペーター・ジェームス・ハラム | グラハム・ニューベリー           |
| 2018/2019 | シェフィールド     | グラハム・ニューベリー       | ペーター・ジェームス・ハラム | ハリー・マティック               |
| 2019/2020 | シェフィールド     | ペーター・ジェームス・ハラム | グラハム・ニューベリー       | ハリー・マティック               |
| 2020/2021 | 開催中止           | 開催中止                     | 開催中止                     | 開催中止                         |
| 2021/2022 | シェフィールド     | グラハム・ニューベリー       | ペーター・ジェームス・ハラム | エリオット・トンプソン           |
| 2022/2023 | シェフィールド     | グラハム・ニューベリー       | エドワード・アップルビー     | ヘンリー・プリヴェット・メンドザ |
| 2023/2024 | シェフィールド     | エドワード・アップルビー     | フレディ・レゴット           | ケン・フィッテラー               |
| 2024/2025 | シェフィールド     | エドワード・アップルビー     | フレディ・レゴット           | タオ・マクレー                   |

### 女子シングル
| 年        | 開催地             | 金                               | 銀                       | 銅                           |
| --------- | ------------------ | -------------------------------- | ------------------------ | ---------------------------- |
| 1932      |                    | メーガン・テイラー               | セシリア・カレッジ       |                              |
| 1933      |                    | メーガン・テイラー               | セシリア・カレッジ       |                              |
| 1934      |                    | メーガン・テイラー               | セシリア・カレッジ       |                              |
| 1935      |                    | セシリア・カレッジ               |                          |                              |
| 1936      |                    | セシリア・カレッジ               |                          |                              |
| 1937      |                    | セシリア・カレッジ               | メーガン・テイラー       |                              |
| 1937      |                    | セシリア・カレッジ               | メーガン・テイラー       |                              |
| 1938      |                    | セシリア・カレッジ               | メーガン・テイラー       |                              |
| 1946      |                    | セシリア・カレッジ               |                          |                              |
| 1963      |                    | サリー＝アン・ステープルフォード |                          |                              |
| 1968      |                    | サリー＝アン・ステープルフォード |                          |                              |
| 1992      |                    | チャーリーン・ヴォン・サヘア     |                          |                              |
| 1993      | ベイジングストーク | ステファニー・メイン             | ナタリア・ゴルベンコ     | Emma Warmington              |
| 1997/1998 | ハル               | ジェナ・アロースミス             | Nancy Manning            | タミー・シアー               |
| 1998/1999 | ミルトンキーンズ   | ステファニー・メイン             | タミー・シアー           | ゾーイ・ジョーンズ           |
| 1999/2000 | ベルファスト       | タミー・シアー                   | ゾーイ・ジョーンズ       | Jennifer Holmes              |
| 2000/2001 | エア               | ゾーイ・ジョーンズ               | Jennifer Holmes          | タミー・シアー               |
| 2001/2002 | ベイジングストーク | ゾーイ・ジョーンズ               | Vicki Hodges             | Dannielle Guppy              |
| 2002/2003 | ダムフリース       | ジェナ・マッコーケル             | Vicki Hodges             | Kathryn Hedley               |
| 2003/2004 | シェフィールド     | ジェナ・マッコーケル             | Dannielle Guppy          | Kathryn Hedley               |
| 2004/2005 | ノッティンガム     | ジェナ・マッコーケル             | Sarah Daniel             | Kathryn Hedley               |
| 2005/2006 | シェフィールド     | ヴァネッサ・ジェームス           | Joanna Webber            | Sarah Daniel                 |
| 2006/2007 | ノッティンガム     | ジェナ・マッコーケル             | ヴァネッサ・ジェームス   | Joanna Webber                |
| 2007/2008 | シェフィールド     | ジェナ・マッコーケル             | カーリー・ロバートソン   | Phillipa Pickard             |
| 2008/2009 | ノッティンガム     | ジェナ・マッコーケル             | カーリー・ロバートソン   | Karla QUINN                  |
| 2009/2010 | シェフィールド     | ジェナ・マッコーケル             | カーリー・ロバートソン   | ローラ・キーン               |
| 2010/2011 | シェフィールド     | ジェナ・マッコーケル             | カーリー・ロバートソン   | ローラ・キーン               |
| 2011/2012 | シェフィールド     | ジェナ・マッコーケル             | カーリー・ロバートソン   | トニー・マレー               |
| 2012/2013 | シェフィールド     | ジェナ・マッコーケル             | カーリー・ロバートソン   | ケイティ・パウエル           |
| 2013/2014 | シェフィールド     | ジェナ・マッコーケル             | カーリー・ロバートソン   | ケイティ・パウエル           |
| 2014/2015 | シェフィールド     | カーリー・ロバートソン           | ミシェル・キャリソン     | ナターシャ・マッケイ         |
| 2015/2016 | シェフィールド     | ダニエル・ハリソン               | ゾーイ・ウィルキンソン   | ニーナ・ポヴェイ             |
| 2016/2017 | シェフィールド     | ナターシャ・マッケイ             | カーリー・ロバートソン   | ダニエル・ハリソン           |
| 2017/2018 | シェフィールド     | ナターシャ・マッケイ             | カーリー・ロバートソン   | クリスティン・スポウルス     |
| 2018/2019 | シェフィールド     | ナターシャ・マッケイ             | カーリー・ロバートソン   | クリスティン・スポウルス     |
| 2019/2020 | シェフィールド     | ナターシャ・マッケイ             | カーリー・ロバートソン   | ダニエル・ハリソン           |
| 2020/2021 | 開催中止           | 開催中止                         | 開催中止                 | 開催中止                     |
| 2021/2022 | シェフィールド     | ナターシャ・マッケイ             | カーリー・ロバートソン   | ニーナ・ポヴェイ             |
| 2022/2023 | シェフィールド     | ナターシャ・マッケイ             | クリスティン・スポウルス | ニーナ・ポヴェイ             |
| 2023/2024 | シェフィールド     | ニーナ・ポヴェイ                 | クリスティン・スポウルス | アラベラ・シア・ワトキンス   |
| 2024/2025 | シェフィールド     | クリスティン・スポウルス         | ニーナ・ポヴェイ         | サスキア・ザインチコフスカヤ |

### ペア
| 年        | 開催地             | 金                                                   | 銀                                              | 銅                                                  |
| --------- | ------------------ | ---------------------------------------------------- | ----------------------------------------------- | --------------------------------------------------- |
| 1947      |                    | ジェニファー・ニックス and ジョン・ニックス          |                                                 |                                                     |
| 1948      |                    | ジェニファー・ニックス and ジョン・ニックス          |                                                 |                                                     |
| 1949      |                    | ジェニファー・ニックス and ジョン・ニックス          |                                                 |                                                     |
| 1950      |                    | ジェニファー・ニックス and ジョン・ニックス          |                                                 |                                                     |
| 1952      |                    | ジェニファー・ニックス and ジョン・ニックス          |                                                 |                                                     |
| 1952      |                    | ジェニファー・ニックス and ジョン・ニックス          |                                                 |                                                     |
| 1970      |                    |                                                      | ジェーン・トービル and マイケル・ハッチェンソン |                                                     |
| 1971      |                    | ジェーン・トービル and マイケル・ハッチェンソン      |                                                 |                                                     |
| 1972      |                    |                                                      | ジェーン・トービル and マイケル・ハッチェンソン |                                                     |
| 1980      |                    | Susan Garland and Robert Daw                         | Karen Gingell and Ian Jenkins                   |                                                     |
| 1984      |                    | Susan Garland and Ian Jenkins                        | Lisa Cushley and Neil Cushley                   | Maxine Hague and Andrew Naylor                      |
| 1991      |                    | Cheryl Peake and Andrew Naylor                       | Catherine Barker and Michael Aldred             | Kathryn Pritchard and Jason Briggs                  |
| 1997/1998 | ハル               | Marsha Poluliaschenko and Andrew Seabrook            | -                                               | -                                                   |
| 1998/1999 | ミルトンキーンズ   | Marsha Poluliaschenko and Andrew Seabrook            | Katie Wenger and Daniel Thomas                  | Sarah Kemp and Michael Aldred                       |
| 1999/2000 | ベルファスト       | Sarah Kemp and Daniel Thomas                         | Rebecca Corne and Richard Rowlands              | -                                                   |
| 2000/2001 | エア               | Tiffany Sfikas and Andrew Seabrook                   | Sarah Kemp and Daniel Thomas                    | -                                                   |
| 2001/2002 | ベイジングストーク | Tiffany Sfikas and Andrew Seabrook                   | -                                               | -                                                   |
| 2002/2003 | ダムフリース       | 非実施                                               | 非実施                                          | 非実施                                              |
| 2003/2004 | シェフィールド     | 非実施                                               | 非実施                                          | 非実施                                              |
| 2004/2005 | ノッティンガム     | 非実施                                               | 非実施                                          | 非実施                                              |
| 2005/2006 | シェフィールド     | ステイシー・ケンプ and デヴィッド・キング            | -                                               | -                                                   |
| 2006/2007 | ノッティンガム     | ステイシー・ケンプ and デヴィッド・キング            | -                                               | -                                                   |
| 2007/2008 | シェフィールド     | ステイシー・ケンプ and デヴィッド・キング            | -                                               | -                                                   |
| 2008/2009 | ノッティンガム     | ステイシー・ケンプ and デヴィッド・キング            | エリカ・リッソー and ロバート・パクストン       | -                                                   |
| 2009/2010 | シェフィールド     | ステイシー・ケンプ and デヴィッド・キング            | エリカ・リッソー and ロバート・パクストン       | -                                                   |
| 2010/2011 | シェフィールド     | ステイシー・ケンプ and デヴィッド・キング            | Sally RIDING and Jakub SAFRANEK                 | 競技者なし                                          |
| 2011/2012 | シェフィールド     | ステイシー・ケンプ and デヴィッド・キング            | 競技者なし                                      | 競技者なし                                          |
| 2012/2013 | シェフィールド     | ステイシー・ケンプ and デヴィッド・キング            | 競技者なし                                      | 競技者なし                                          |
| 2013/2014 | シェフィールド     | アマニ・ファンシー and クリストファー・ボヤジ        | ステイシー・ケンプ and デヴィッド・キング       | ケイトリン・ヤンコウスカス and ハミッシュ・ゲイマン |
| 2014/2015 | シェフィールド     | ケイトリン・ヤンコウスカス and ハミッシュ・ゲイマン  | 競技者なし                                      | 競技者なし                                          |
| 2015/2016 | シェフィールド     | アマニ・ファンシー and クリストファー・ボヤジ        | 競技者なし                                      | 競技者なし                                          |
| 2016/2017 | シェフィールド     | ゾーイ・ウィルキンソン and クリストファー・ボヤジ    | 競技者なし                                      | 競技者なし                                          |
| 2017/2018 | シェフィールド     | ゾーイ・ジョーンズ and クリストファー・ボヤジ        | 競技者なし                                      | 競技者なし                                          |
| 2018/2019 | シェフィールド     | ゾーイ・ジョーンズ and クリストファー・ボヤジ        | 競技者なし                                      | 競技者なし                                          |
| 2019/2020 | シェフィールド     | ゾーイ・ジョーンズ and クリストファー・ボヤジ        | 競技者なし                                      | 競技者なし                                          |
| 2020/2021 | 開催中止           | 開催中止                                             | 開催中止                                        | 開催中止                                            |
| 2021/2022 | シェフィールド     | アナスタシア・ヴァイパン=ロー and ルーク・ディグビー | ゾーイ・ジョーンズ and クリストファー・ボヤジ   | リディア・スマート and ハリー・マティック           |
| 2022/2023 | シェフィールド     | アナスタシア・ヴァイパン=ロー and ルーク・ディグビー | リディア・スマート and ハリー・マティック       | 競技者なし                                          |
| 2023/2024 | シェフィールド     | アナスタシア・ヴァイパン=ロー and ルーク・ディグビー | リディア・スマート and ハリー・マティック       | 競技者なし                                          |
| 2024/2025 | シェフィールド     | アナスタシア・ヴァイパン=ロー and ルーク・ディグビー | 競技者なし                                      | 競技者なし                                          |

### アイスダンス
| 年        | 開催地             | 金                                                  | 銀                                                    | 銅                                                      |
| --------- | ------------------ | --------------------------------------------------- | ----------------------------------------------------- | ------------------------------------------------------- |
| 1964      | ノッティンガム     |                                                     |                                                       | ダイアン・トウラー and バーナード・フォード             |
| 1965      | ノッティンガム     | ダイアン・トウラー and バーナード・フォード         |                                                       |                                                         |
| 1966      | ノッティンガム     | ダイアン・トウラー and バーナード・フォード         |                                                       |                                                         |
| 1967      | ノッティンガム     | ダイアン・トウラー and バーナード・フォード         |                                                       |                                                         |
| 1968      | ノッティンガム     | ダイアン・トウラー and バーナード・フォード         |                                                       |                                                         |
| 1977      | ノッティンガム     |                                                     |                                                       | ジェーン・トービル and クリストファー・ディーン         |
| 1978      | ノッティンガム     | ジェーン・トービル and クリストファー・ディーン     |                                                       |                                                         |
| 1979      | ノッティンガム     | ジェーン・トービル and クリストファー・ディーン     |                                                       |                                                         |
| 1980      | ノッティンガム     | ジェーン・トービル and クリストファー・ディーン     |                                                       |                                                         |
| 1981      | ノッティンガム     | ジェーン・トービル and クリストファー・ディーン     |                                                       |                                                         |
| 1982      | ノッティンガム     | ジェーン・トービル and クリストファー・ディーン     |                                                       |                                                         |
| 1983      | ノッティンガム     | ジェーン・トービル and クリストファー・ディーン     |                                                       |                                                         |
| 1992      | ハル               | Marika Humphreys and Justin Lanning                 |                                                       |                                                         |
| 1994      | シェフィールド     | ジェーン・トービル and クリストファー・ディーン     |                                                       |                                                         |
| 1994      | ハル               | Michelle Fitzgerald and Vincent Kyle                |                                                       |                                                         |
| 1995      | ベイジングストーク | Marika Humphreys and Philip Askew                   |                                                       |                                                         |
| 1996      | ギルドフォード     | Marika Humphreys and Philip Askew                   |                                                       |                                                         |
| 1997/1998 | ハル               | シャーロット・クレメンツ and Gary Shortland         | Radmila Chrobokova and Justin Lanning                 | シネイド・ケアー and ジェイミー・ファーガソン           |
| 1998/1999 | ミルトンキーンズ   | シャーロット・クレメンツ and Gary Shortland         | シネイド・ケアー and ジェイミー・ファーガソン         | Marika Humphreys and Vitaliy Baranov                    |
| 1999/2000 | ベルファスト       | Julie Keeble and Lukasz Zalewski                    | シャーロット・クレメンツ and Gary Shortland           | シネイド・ケアー and ジェイミー・ファーガソン           |
| 2000/2001 | エア               | Marika Humphreys and Vitaliy Baranov                | シネイド・ケアー and ジョン・ケアー                   | Pamela O'Connor and Jonathon O'Dougherty                |
| 2001/2002 | ベイジングストーク | Marika Humphreys and Vitaliy Baranov                | Pamela O'Connor and Jonathon O'Dougherty              | シネイド・ケアー and ジョン・ケアー                     |
| 2002/2003 | ダムフリース       | Pamela O'Connor and Jonathon O'Dougherty            | シネイド・ケアー and ジョン・ケアー                   | シャーロット・クレメンツ and フィリップ・プール         |
| 2003/2004 | シェフィールド     | シネイド・ケアー and ジョン・ケアー                 | Pamela O'Connor and Jonathon O'Dougherty              | Marika Humphreys and Vitaliy Baranov                    |
| 2004/2005 | ノッティンガム     | シネイド・ケアー and ジョン・ケアー                 | Pamela O'Connor and Jonathon O'Dougherty              | フィリッパ・トウラー＝グリーン and フィリップ・プール   |
| 2005/2006 | シェフィールド     | シネイド・ケアー and ジョン・ケアー                 | フィリッパ・トウラー＝グリーン and フィリップ・プール | キーラ・ゲイル and アンドリュー・スミコウスキ           |
| 2006/2007 | ノッティンガム     | シネイド・ケアー and ジョン・ケアー                 | フィリッパ・トウラー＝グリーン and フィリップ・プール | Nicola Trippick and Jamie Burns                         |
| 2007/2008 | シェフィールド     | シネイド・ケアー and ジョン・ケアー                 | フィリッパ・トウラー＝グリーン and フィリップ・プール | クリスティーナ・チットウッド and マーク・ヘンレッティー |
| 2008/2009 | ノッティンガム     | シネイド・ケアー and ジョン・ケアー                 | フィリッパ・トウラー＝グリーン and フィリップ・プール | ルイーズ・ウォルデン and オーウェン・エドワーズ         |
| 2009/2010 | シェフィールド     | シネイド・ケアー and ジョン・ケアー                 | ペニー・クームズ and ニコラス・バックランド           | クリスティーナ・チットウッド and マーク・ヘンレッティー |
| 2010/2011 | シェフィールド     | ルイーズ・ウォルデン and オーウェン・エドワーズ     | -                                                     | -                                                       |
| 2011/2012 | シェフィールド     | ペニー・クームズ and ニコラス・バックランド         | ルイーズ・ウォルデン and オーウェン・エドワーズ       | 競技者なし                                              |
| 2012/2013 | シェフィールド     | ペニー・クームズ and ニコラス・バックランド         | シャルロッテ・エイケン and ジョシュ・ウィッドボーン   | ルイーズ・ウォルデン and オーウェン・エドワーズ         |
| 2013/2014 | シェフィールド     | ペニー・クームズ and ニコラス・バックランド         | カーター・マリー・ジョーンズ and リチャード・シャープ | Sophie JONES and Jordan BROWN                           |
| 2014/2015 | シェフィールド     | オリヴィア・スマート and and ジョセフ・バックランド | カーター・マリー・ジョーンズ and リチャード・シャープ | エレノア・ハースト and ジョーダン・バレット             |
| 2015/2016 | シェフィールド     | ペニー・クームズ and ニコラス・バックランド         | カーター・マリー・ジョーンズ and リチャード・シャープ | エレノア・ハースト and ジョーダン・バレット             |
| 2016/2017 | シェフィールド     | ライラ・フィアー and ルイス・ギブソン               | Robynne Tweedale and ジョセフ・バックランド           | Ekaterina Fedyushchenko and Lucas Kitteridge            |
| 2017/2018 | シェフィールド     | ペニー・クームズ and ニコラス・バックランド         | ライラ・フィアー and ルイス・ギブソン                 | Robynne Tweedale and ジョセフ・バックランド             |
| 2018/2019 | シェフィールド     | ライラ・フィアー and ルイス・ギブソン               | Robynne Tweedale and ジョセフ・バックランド           | エレノア・ハースト and アンソニー・カーリー             |
| 2019/2020 | シェフィールド     | ライラ・フィアー and ルイス・ギブソン               | カーター・マリー・ジョーンズ and リチャード・シャープ | レベッカ・クラーク and フランク・ローゼリ               |
| 2020/2021 | 開催中止           | 開催中止                                            | 開催中止                                              | 開催中止                                                |
| 2021/2022 | シェフィールド     | ライラ・フィアー and ルイス・ギブソン               | サーシャ・フィアー and ジョージ・ワーデル             | エレノア・ハースト and アンソニー・カーリー             |
| 2022/2023 | シェフィールド     | ライラ・フィアー and ルイス・ギブソン               | エレノア・ハースト and アンソニー・カーリー           | シャーロット・マン and トビー・パルマ―                  |
| 2023/2024 | シェフィールド     | ライラ・フィアー and ルイス・ギブソン               | フィービー・ベッカー and ジェームズ・フェルナンデス   | ライラ・カーンス and リアム・カー                       |
| 2024/2025 | シェフィールド     | ライラ・フィアー and ルイス・ギブソン               | フィービー・ベッカー and ジェームズ・フェルナンデス   | ソフィア・ブシェル and アントニオ・ペナ                 |